# Matías Arezo
Douglas Matías Arezo Martínez (Montevideo, 21 de noviembre de 2002) es un futbolista uruguayo. Juega de delantero en el Club Atlético Peñarol, de la Primera División de Uruguay.

## Trayectoria
Matías Fue ascendido al primer equipo darsenero el 26 de agosto de 2018 con tan solo 15 años por el entrenador Pablo Tiscornia incluyéndolo en el banco de suplentes con el número 16 por la sexta fecha del Torneo Clausura 2018 contra Rampla Juniors, luego de la destitución de Tiscornia no volvió a ser tenido en cuenta por el entrenador Jorge Giordano y bajó a Tercera División.

### Primera División
El 14 de julio de 2019 debutó en la máxima categoría, Jorge Fossati lo colocó como titular y jugó todo el partido contra Progreso el cual empataron 0 a 0 en el Parque Saroldi por la primera fecha del Torneo Intermedio 2019. 
Matías fue la figura del encuentro, siendo incluido en el equipo ideal de la fecha del Campeonato Uruguayo, disputó el encuentro con 16 años y 235 días, utilizó la camiseta número 9.
El sábado 10 de agosto de 2019 marcó su primer gol en Primera División con la camiseta de River Plate frente a Juventud por la fecha 4 del Torneo Intermedio 2019, con 16 años y 275 días.
Gracias a su talento ha sido denominado por algunos medios de prensa como uno de los herederos de Luis Suárez o incluso como “el nuevo Luis Suárez”.
Ante perspectivas de partir hacia el fútbol europeo, Arezo comenzó a entrenarse especialmente en prácticas de alto rendimiento con el preparador físico y entrenador de atletismo Andrés Barrios en el departamento de Maldonado, a instancias de su representante, Francisco “Paco” Casal. El entrenador Barrios es altamente reconocido en el medio local y regional por haber ayudado en la preparación específica de futbolistas de la talla de Álvaro Recoba, Antonio Pacheco y Alexander Medina, entre otros, así como también por ser el entrenador de atletas olímpicos tales como Déborah Rodríguez, Heber Viera y Andrés Silva.

### Granada C. F.
El 31 de enero de 2022 dio el salto al fútbol europeo tras fichar por el Granada C. F. hasta junio de 2026. Al cabo de un año regresó a Uruguay para jugar cedido en C. A. Peñarol hasta diciembre de 2023.

### Grêmio
El 18 de julio de 2024 se hizo oficial su retorno al fútbol sudamericano, esta vez para vestir los colores de Grêmio de Brasil.

### Peñarol
En julio del 2025 regresó a Peñarol, cedido a préstamo hasta diciembre.

## Selección nacional
Ha sido internacional con la selección de Uruguay sub-15, selección de Uruguay sub-17 y sub-23.
Su debut con la selección de Uruguay sub-15 fue el 4 de abril de 2016 por un torneo amistoso contra Newell’s, el técnico fue Diego Demarco.
Su debut con la selección de Uruguay sub-17 fue el 11 de abril de 2018 en un amistoso internacional contra la selección de México sub-17, el técnico fue Alejandro Garay. En el partido contra la selección de Ecuador por el hexagonal final del Sudamericano Sub-17 de 2019 se despachó con un triplete.
Recibió una convocatoria para participar con la selección absoluta en el partido ante la selección de Colombia del 7 de octubre de 2021 por las Eliminatorias Conmebol para el Mundial de Fútbol de Catar 2022, pero River Plate decidió declinar la invitación debido a que el futbolista padecía una contractura. Desde la directiva del club se comunicó que optaron por cuidar su salud antes que engrosar su currículum. Para realizar su debut tuvo que esperar hasta el 28 de marzo de 2023 en un amistoso contra Corea del Sur.

### Participaciones en juveniles
| Competición              | Sede      | Resultado     | Partidos | Goles |
| ------------------------ | --------- | ------------- | -------- | ----- |
| Sudamericano Sub-15 2017 | Argentina | Primera fase  | 5        | 5     |
| Sudamericano Sub-17 2019 | Perú      | Sexto puesto  | 7        | 5     |
| Preolímpico Sub-23 2020  | Colombia  | Tercer puesto | 4        | 1     |

### Participaciones con la Selección Mayor
| Partidos | Partidos  | Partidos  | Partidos            | Partidos             | Partidos    | Partidos | Partidos                  | Partidos                 | Partidos |
| N.º      | Rival     | Resultado | Fecha               | Lugar                | Competencia | Goles    | Cambio                    | DT                       | Ref.     |
| -------- | --------- | --------- | ------------------- | -------------------- | ----------- | -------- | ------------------------- | ------------------------ | -------- |
| 1        | Corea     | 2:1       | 28 de marzo de 2023 | Seoul, Corea del Sur | Amistoso    | –        | 60' por Maximiliano Gómez | Marcelo Broli (interino) |          |
| 2        | Nicaragua | 4:1       | 14 de junio de 2023 | Montevideo, Uruguay  | Amistoso    | 7'       | 59' por Thiago Borbas     | Marcelo Bielsa           |          |
| 3        | Cuba      | 2:0       | 20 de junio de 2023 | Montevideo, Uruguay  | Amistoso    | –        | 45' por Thiago Borbas     | Marcelo Bielsa           |          |

## Estadísticas

### Clubes
Actualizado de acuerdo al último partido jugado el 15 de agosto de 2025.
| Club                        | Div.          | Temporada     | Liga  | Liga  | Liga   | Copas nacionales | Copas nacionales | Copas nacionales | Torneos internacionales | Torneos internacionales | Torneos internacionales | Total | Total | Total  | Media goleadora |
| Club                        | Div.          | Temporada     | Part. | Goles | Asist. | Part.            | Goles            | Asist.           | Part.                   | Goles                   | Asist.                  | Part. | Goles | Asist. | Media goleadora |
| --------------------------- | ------------- | ------------- | ----- | ----- | ------ | ---------------- | ---------------- | ---------------- | ----------------------- | ----------------------- | ----------------------- | ----- | ----- | ------ | --------------- |
| C. A. River Plate · Uruguay | 1.ª           | 2019          | 22    | 6     | 1      | ―                | ―                | ―                | 0                       | 0                       | 0                       | 22    | 6     | 1      | 0.27            |
| C. A. River Plate · Uruguay | 1.ª           | 2020          | 35    | 13    | 8      | ―                | ―                | ―                | 5                       | 2                       | 0                       | 40    | 15    | 8      | 0.38            |
| C. A. River Plate · Uruguay | 1.ª           | 2021          | 29    | 16    | 5      | ―                | ―                | ―                | ―                       | ―                       | ―                       | 29    | 16    | 5      | 0.55            |
| C. A. River Plate · Uruguay | Total club    | Total club    | 86    | 35    | 14     | 0                | 0                | 0                | 5                       | 2                       | 0                       | 91    | 37    | 14     | 0.41            |
| Granada C. F. · España      | 1.ª           | 2021-22       | 8     | 0     | 0      | ―                | ―                | ―                | ―                       | ―                       | ―                       | 8     | 0     | 0      | 0.00            |
| Granada C. F. · España      | 2.ª           | 2022-23       | 9     | 1     | 0      | 1                | 0                | 0                | ―                       | ―                       | ―                       | 10    | 1     | 0      | 0.10            |
| C. A. Peñarol · Uruguay     | 1.ª           | 2023          | 33    | 18    | 3      | —                | —                | —                | 7                       | 4                       | 1                       | 40    | 22    | 4      | 0.53            |
| Granada C. F. · España      | 1.ª           | 2023-24       | 14    | 0     | 0      | ―                | ―                | ―                | ―                       | ―                       | ―                       | 14    | 0     | 0      | 0.00            |
| Granada C. F. · España      | Total club    | Total club    | 31    | 1     | 0      | 1                | 0                | 0                | 0                       | 0                       | 0                       | 32    | 1     | 0      | 0.03            |
| Grêmio F-B. P. A. · Brasil  | 1.ª           | 2024          | 10    | 0     | 0      | 1                | 0                | 0                | 1                       | 0                       | 0                       | 12    | 0     | 0      | 0.00            |
| Grêmio F-B. P. A. · Brasil  | 1.ª           | 2025          | 8     | 1     | 1      | 11               | 3                | 1                | 5                       | 2                       | 0                       | 24    | 6     | 2      | 0.42            |
| Grêmio F-B. P. A. · Brasil  | Total club    | Total club    | 18    | 1     | 1      | 12               | 3                | 1                | 6                       | 2                       | 0                       | 36    | 6     | 2      | 0.23            |
| C. A. Peñarol · Uruguay     | 1.ª           | 2025          | 3     | 3     | 0      | —                | —                | —                | 1                       | 0                       | 1                       | 4     | 3     | 1      | 0.75            |
| C. A. Peñarol · Uruguay     | Total club    | Total club    | 36    | 21    | 3      | 0                | 0                | 0                | 8                       | 4                       | 2                       | 44    | 25    | 5      | 0.57            |
| Total carrera               | Total carrera | Total carrera | 171   | 58    | 18     | 13               | 3                | 1                | 19                      | 8                       | 2                       | 203   | 69    | 21     | 0.34            |
| 1. 2. 3.                    |               |               |       |       |        |                  |                  |                  |                         |                         |                         |       |       |        |                 |

### Hat-tricks
| Partidos en los que anotó tres o más goles | Partidos en los que anotó tres o más goles | Partidos en los que anotó tres o más goles | Partidos en los que anotó tres o más goles | Partidos en los que anotó tres o más goles | Partidos en los que anotó tres o más goles | Partidos en los que anotó tres o más goles |
| N.º                                        | Fecha                                      | Estadio                                    | Partido                                    | Goles                                      | Competición                                |                                            |
| ------------------------------------------ | ------------------------------------------ | ------------------------------------------ | ------------------------------------------ | ------------------------------------------ | ------------------------------------------ | ------------------------------------------ |
| 1                                          | 8 de abril de 2019                         | San Marcos, Lima                           | Uruguay Sub-17 - Ecuador Sub-17            |                                            | Campeonato Sudamericano Sub-17 2019        |                                            |
| 2                                          | 6 de junio de 2021                         | Arquitecto Antonio Eleuterio Ubilla, Melo  | Cerro Largo - River Plate                  |                                            | Torneo Apertura 2021                       |                                            |
| 3                                          | 13 de febrero de 2023                      | Centenario, Montevideo                     | La Luz - Peñarol                           |                                            | Torneo Apertura 2023                       |                                            |
| 4                                          | 7 de marzo de 2023                         | Domingo Burgueño Miguel, Maldonado         | River Plate - Peñarol                      |                                            | Copa Sudamericana 2023                     |                                            |

## Palmarés

### Títulos estatales
| Título        | Club              | Estado             | Año  |
| ------------- | ----------------- | ------------------ | ---- |
| Recopa Gaúcha | Grêmio F-B. P. A. | Río Grande del Sur | 2025 |

### Títulos nacionales
| Título           | Club          | País    | Año     |
| ---------------- | ------------- | ------- | ------- |
| Segunda División | Granada C. F. | España  | 2022-23 |
| Torneo Apertura  | C. A. Peñarol | Uruguay | 2023    |

### Distinciones individuales
| Distinción                                    | Año  |
| --------------------------------------------- | ---- |
| Máximo goleador del Torneo Clausura (8 goles) | 2023 |